# Meta Ottosson
Ingrid Margareta (Meta) Thorell Ottosson, född 28 maj 1946, är en svensk översättare och författare. 
Sedan 1975 har Ottosson varit verksam som översättare från tyska och engelska av såväl barn- som vuxenböcker. Bland annat har hon översatt femton av Roald Dahls barnböcker. Till och med 1983 skrev hon sig Margareta Ottosson. 
Ottosson var ordförande i Sveriges Författarförbund 1997–1998.

## Skrifter
- Rävarumpa, ängel och Törnrosa: en bok om Enskilda småbarnsskolan i Karlskrona (Valentin, 1994)
- Elefanten i biblioteket, en biblioteksantologi sammanställd av Meta Ottosson (En bok för alla, 1994)
- Kvinnor runt Östersjön, en antologi sammanställd av Meta Ottosson (En bok för alla, 1996)
- Att översätta – en konst och ett hantverk: tankar efter ett Dialogseminarium i Blekinge i maj 1995 (Högskolan i Karlskrona/Ronneby, 1997)

## Översättningar (urval)
- Jon Cleary: Maskerna (The Mask of the Andes) (Tiden, 1976)
- Hans Hansen: Vill du se min navel? (Vil du se min smukke navle?) (Prisma, 1978)
- Peter O. Chotjewitz: Gryningens grå män: romanfragment (Die Herren des Morgengrauens) (Barrikaden, 1981)
- Stuart Woods: Delano, Georgia, U.S.A. (Chiefs) (Tiden, 1982)
- Alfred Andersch: Far till en mördare: en skolberättelse (Der Vater eines Mörders) (Fripress, 1983)
- Djuna Barnes: Ingenting roar Coco Chanel efter midnatt: reportage (urval och förord: Stig Hansén & Clas Thor, Ordfront, 1995)
- Thomas Brussig: Hjältar som vi (Helden wie wir) (Natur & Kultur, 1997)
- Gitta Sereny: Ohörda rop: historien om Mary Bell (Cries Unheard) (Ordfront, 1999)
- Jenny Diski: Främling på tåg : hur jag med vissa avbrott, dagdrömde och rökte mig runt Amerika (Stranger on a Train) (Alfabeta, 2005)
- Yann Martel: Upphovet till historien om Helsingforsfamiljen Roccamatio (The Facts Behind the Helsinki Roccamatios) (Bromberg, 2006)
- David Malouf: Edmondstone Street 12 (12 Edmondstone Street) (Ellerström, 2009)
- Jhumpa Lahiri: Sankmark (The Lowland) (Bromberg, 2014)
- David Malouf: Stora världen (The Great World), Celanders, 2015
- Helen MacDonald: H som i hök (H is for Hawk), Brombergs, 2016
- Ian McEwan: Nötskal (Nutshell), Brombergs, 2017
- Ian McEwan: Maskiner som jag, Brombergs, 2019
- Catherine Raven: Räv och jag, 2021
- Helen Macdonald: Aftonflykter, Brombergs, 2022
- Ian McEwan: Lektioner,Brombergs, 2023
- Yvonne Adhiambo Owuor: Stoft (Dust), Celanders, 2024

## Priser och utmärkelser
- 2009 – De Nios översättarpris
- 2023 – Elsa Thulin-priset[2]

### Fotnoter
1. ↑  https://www.ratsit.se/19460528-Ingrid_Margareta_Thorell_Ottosson_Nattraby/o7qO1xW9gTQxzedMQHIxaxPsSiDnq3Au8_Y812OQUds
2. ↑  Meta Ottosson tilldelas Elsa Thulin-priset 2023 Läst 15 april 2024